# Bethe Correia
Bethe Correia (Campina Grande, 4 de mayo de 1983) es una ex artista marcial mixta brasileña que compitió en la categoría de peso gallo femenino de Ultimate Fighting Championship.

## Primeros años
Correia dice que ella comenzó a entrenar artes marciales mixtas para ponerse en forma y entró en un torneo de Sanda amateur. En la actualidad es cinturón azul de Jiu-Jitsu y cinta púrpura en Kung Fu.
Correia hizo su debut profesional de MMA en su natal Brasil, en mayo de 2012. Ella se mantuvo invicta durante el primer año y medio de su carrera, acumulando un récord de 6 victorias y ninguna derrota antes de firmar con UFC.

## Carrera en artes marciales mixtas

### Ultimate Fighting Championship
En octubre de 2013, se anunció que Correia firmó un acuerdo de múltiples peleas con el UFC.
Correia hizo su debut enfrentándose a la veterana Julie Kedzie en UFC Fight Night 33. Ella ganó la pelea por decisión dividida. 
Para su segunda pelea, Correia se enfrentó a Jessamyn Duke el 26 de abril de 2014 en UFC 172. Ella ganó la pelea por decisión unánime. 
El 30 de agosto de 2014, Correia se enfrentó a Shayna Baszler en UFC 177. Correia ganó la pelea por nocaut técnico en la segunda ronda.
El 1 de agosto de 2015, Correia se enfrentó a Ronda Rousey por el campeonato femenino de peso gallo en UFC 190. Correia perdió la pelea por nocaut en 34 segundos.
Correia se enfrentó a Raquel Pennington el 16 de abril de 2016 en UFC on Fox 19. Correia perdió la pelea por decisión dividida.
Correia se enfrentó a Jessica Eye en UFC 203 el 10 de septiembre de 2016 en Cleveland, Ohio. Ganó la pelea por decisión dividida.
Correia se enfrentó a Marion Reneau el 11 de marzo de 2017 en UFC Fight Night: Belfort vs. Gastelum. La pelea vio momentos fuertes de ambas mujeres, que finalmente terminaron en un empate mayoritario (29–27 Reneau, 28–28 y 28–28). Después de la pelea, Reneau no estuvo de acuerdo con el resultado y dijo: “Creo que gané la primera ronda; tal vez ella me haya alejado un poco. Creo que definitivamente gané la segunda, y seguro que gané la tercera ronda ".
Correia se enfrentó a Holly Holm en UFC Fight Night: Holm vs. Correia el 17 de junio de 2017 en Singapur. Perdió la pelea por una patada a la cabeza en el tercer asalto.
Correia tenía programado enfrentar a Irene Aldana el 4 de agosto de 2018 en UFC 227. La pelea fue retirada de este evento ya que Correia se vio obligada a retirarse debido a una lesión. La pelea no fue sustituida.
La pelea con Aldana fue reprogramada y se espera que tenga lugar el 11 de mayo de 2019 en UFC 237.
Correia se enfrentó a Karol Rosa el 2 de octubre de 2021 en UFC Fight Night: Santos vs. Walker. En el pesaje, Correia pesó 138,5 libras, dos libras y media por encima del límite de la pelea femenina de peso gallo sin título. El combate continuó en el peso acordado y Correia fue multada con un 20% que fue a parar a su oponente Rosa. Perdió el combate por decisión unánime. Anunció su retiro de la competición profesional de mma después del combate.

## Récord en artes marciales mixtas
| Resultado | Récord | Oponente                  | Método                 | Evento                                  | Fecha                    | Ronda | Tiempo | Localización           | Notas                                                                |
| --------- | ------ | ------------------------- | ---------------------- | --------------------------------------- | ------------------------ | ----- | ------ | ---------------------- | -------------------------------------------------------------------- |
| Derrota   | 11-6-1 | Karol Rosa                | Decisión (unánime)     | UFC Fight Night: Santos vs. Walker      | 2 de octubre de 2021     | 3     | 5:00   | Las Vegas, Nevada      | Combate de peso acordado (138.5 libras); Correia no alcanzó el peso. |
| Derrota   | 11-5-1 | Pannie Kianzad            | Decisión (unánime)     | UFC on ESPN: Whittaker vs. Till         | 26 de julio de 2020      | 3     | 5:00   | Abu Dabi               |                                                                      |
| Victoria  | 11–4–1 | Sijara Eubanks            | Decisión (unánime)     | UFC Fight Night: Rodríguez vs. Stephens | 21 de septiembre de 2019 | 3     | 5:00   | Ciudad de México       |                                                                      |
| Derrota   | 10–4–1 | Irene Aldana              | Sumisión (armbar)      | UFC 237                                 | 11 de mayo de 2019       | 3     | 3:24   | Río de Janeiro         | Peso acordado (141 lbs)                                              |
| Derrota   | 10–3–1 | Holly Holm                | KO (patada a la cabeza | UFC Fight Night: Holm vs. Correia       | 17 de junio de 2017      | 3     | 1:09   | Kallang                |                                                                      |
| Empate    | 10–2–1 | Marion Reneau             | Empate (mayoritario)   | UFC Fight Night: Belfort vs. Gastelum   | 11 de marzo de 2017      | 3     | 5:00   | Fortaleza              |                                                                      |
| Victoria  | 10–2   | Jessica Eye               | Decisión (dividida)    | UFC 203                                 | 10 de septiembre de 2016 | 3     | 5:00   | Cleveland, Ohio        |                                                                      |
| Derrota   | 9–2    | Raquel Pennington         | Decisión (dividida)    | UFC on Fox: Teixeira vs. Evans          | 16 de abril de 2016      | 3     | 5:00   | Tampa, Florida         |                                                                      |
| Derrota   | 9–1    | Ronda Rousey              | KO (golpe)             | UFC 190                                 | 1 de agosto de 2015      | 1     | 0:34   | Río de Janeiro         | Por el Campeonato de Peso Gallo de Mujeres de UFC.                   |
| Victoria  | 9–0    | Shayna Baszler            | TKO (golpes)           | UFC 177                                 | 30 de agosto de 2014     | 2     | 1:56   | Sacramento, California |                                                                      |
| Victoria  | 8–0    | Jessamyn Duke             | Decisión (unánime)     | UFC 172                                 | 26 de abril de 2014      | 3     | 5:00   | Baltimore, Maryland    |                                                                      |
| Victoria  | 7–0    | Julie Kedzie              | Decisión (dividida)    | UFC Fight Night: Hunt vs. Bigfoot       | 7 de diciembre de 2013   | 3     | 5:00   | Brisbane               |                                                                      |
| Victoria  | 6–0    | Erica Paes                | Decisión (unánime)     | Jungle Fight 54                         | 29 de junio de 2013      | 3     | 5:00   | Barra do Piraí         |                                                                      |
| Victoria  | 5–0    | Juliete de Souza Silva    | TKO (golpes)           | W-Combat 17                             | 1 de junio de 2013       | 2     | 0:00   | Macapa                 |                                                                      |
| Victoria  | 4–0    | Anne Karoline             | Decisión (unánime)     | Bokum Fight Championship                | 12 de abril de 2013      | 3     | 5:00   | Aracaju                |                                                                      |
| Victoria  | 3–0    | Elaine Albuquerque        | Decisión (unánime)     | Heat FC 4: The Return                   | 18 de octubre de 2012    | 3     | 5:00   | Natal                  |                                                                      |
| Victoria  | 2–0    | Daniely dos Santos Matias | Decisión (unánime)     | Fort MMA 2: Higo vs. Kevin              | 27 de julio de 2012      | 3     | 5:00   | Mossoró                |                                                                      |
| Victoria  | 1–0    | Daniela Maria da Silva    | Decisión (unánime)     | First Fight: Revelations                | 31 de mayo de 2012       | 3     | 5:00   | Parnamirim             |                                                                      |